# Karansebeš
Karansebeš (rum. Caransebeș, njem.; Karansebesch, mađ.; Karánsebes) je grad u županiji Karaš-Severin u rumunjskom dijelu Banata. Drugi po veličini u županiji nakon Rešice.

## Zemljopis
Grad nalazi se u krajnje istočnom planinskom djelu povijesne pokrajine Banat, oko 110 km jugoistočno do Temišvara. Smješten je dolini gornjeg toka Timiša, na mjestu gdje se rijeka Sebeș ulijeva u Timiš. Oko grada se uzdižu visoke planine Karpata, a gradu najbliža je planina Tarku.

## Stanovništvo
Prema popisu stanovništva iz 2002. godine grad je imao 28.301 stanovnika. Većinsko stanovništvo u Rumunji, s mađarskom, njemačkom i ukrajinskom manjinom

## Vanjske poveznice
|  | Zajednički poslužitelj ima još gradiva o temi Karansebeš |

- Službena stranica grada